# Virginia Gardner
Virginia Elizabeth Gardner (sinh ngày 18/4/1995) là nữ diễn viên người Mỹ. Cô được biết đến với vai Vicky trong phim Halloween (2018) và Karolina Dean trong sê-ri Marvel's Runaways.